# Smittium cellaspora
Smittium cellaspora är en svampart som beskrevs av M.C. Williams 1982. Smittium cellaspora ingår i släktet Smittium och familjen Legeriomycetaceae.   Inga underarter finns listade i Catalogue of Life.